# Salwador na Letnich Igrzyskach Olimpijskich 2024
Salwador na Letnich Igrzyskach Olimpijskich 2024 – występ kadry sportowców reprezentujących Salwador na igrzyskach olimpijskich, które odbyły się w Paryżu we Francji, w dniach 26 lipca – 11 sierpnia 2024.
Reprezentacja Salwadoru liczyła ośmiu zawodników – jedna kobieta i siedmiu mężczyzn, którzy wystąpili w 7 dyscyplinach.
Był to trzynasty start Salwadoru na letnich igrzyskach olimpijskich.

## Reprezentanci

### Badminton
| Zawodnik      | Kon.       | Faza grupowa     | Faza grupowa     | Faza grupowa | 1/8 finału       | Ćwierćfinały     | Półfinały        | Finał            | Finał | Źródło |
| Zawodnik      | Kon.       | Przeciwnik Wynik | Przeciwnik Wynik | Poz.         | Przeciwnik Wynik | Przeciwnik Wynik | Przeciwnik Wynik | Przeciwnik Wynik | Poz.  | Źródło |
| ------------- | ---------- | ---------------- | ---------------- | ------------ | ---------------- | ---------------- | ---------------- | ---------------- | ----- | ------ |
| Uriel Canjura | Singel (m) | Louda P 0–2      | Loh P 0–2        | 3.           | NQ               | NQ               | NQ               | NQ               | 27.   | [ 1 ]  |

### Judo
| Zawodnik     | Konkurencja | 1/16 finału       | 1/8 finału       | Ćwierćfinał      | Półfinał         | Repasaże         | Finał / 3. miejsce | Finał / 3. miejsce | Źródła |
| Zawodnik     | Konkurencja | Przeciwnik Wynik  | Przeciwnik Wynik | Przeciwnik Wynik | Przeciwnik Wynik | Przeciwnik Wynik | Przeciwnik Wynik   | Pozycja            | Źródła |
| ------------ | ----------- | ----------------- | ---------------- | ---------------- | ---------------- | ---------------- | ------------------ | ------------------ | ------ |
| Jairo Moreno | -60 kg (m)  | Verstraeten P 0-1 | NQ               | NQ               | NQ               | NQ               | NQ                 | 17.                | [ 2 ]  |

### Łucznictwo
| Zawodnik    | Konkurencja       | Runda rankingowa | Runda rankingowa | 1/32 finału      | 1/16 finału      | 1/8 finału       | Ćwierćfinały     | Półfinały        | Finał            | Finał   | Źródło |
| Zawodnik    | Konkurencja       | Wynik            | Miejsce          | Przeciwnik Wynik | Przeciwnik Wynik | Przeciwnik Wynik | Przeciwnik Wynik | Przeciwnik Wynik | Przeciwnik Wynik | Pozycja | Źródło |
| ----------- | ----------------- | ---------------- | ---------------- | ---------------- | ---------------- | ---------------- | ---------------- | ---------------- | ---------------- | ------- | ------ |
| Oscar Ticas | Indywidualnie (m) | 643              | 53.              | Wang P 0-6       | NQ               | NQ               | NQ               | NQ               | NQ               | 33.     | [ 3 ]  |

### Pływanie
| Zawodnik        | Konkurencja               | Eliminacje | Eliminacje | Półfinał | Półfinał | Finał | Finał | Źródło |
| Zawodnik        | Konkurencja               | Czas       | Poz.       | Czas     | Poz.     | Czas  | Poz.  | Źródło |
| --------------- | ------------------------- | ---------- | ---------- | -------- | -------- | ----- | ----- | ------ |
| Nixon Hernández | 100 m st. dowolnym (m)    | 52,73      | 65.        | NQ       | NQ       | NQ    | NQ    | [ 4 ]  |
| Celina Márquez  | 100 m st. grzbietowym (k) | 1:04,55    | 32.        | NQ       | NQ       | NQ    | NQ    | [ 5 ]  |

### Strzelectwo
| Zawodnik         | Konkurencja                               | Kwalifikacje | Kwalifikacje | Finał | Finał   | Źródło |
| Zawodnik         | Konkurencja                               | Wynik        | Pozycja      | Wynik | Pozycja | Źródło |
| ---------------- | ----------------------------------------- | ------------ | ------------ | ----- | ------- | ------ |
| Israel Gutierrez | karabin pneumatyczny, 10 m (m)            | 621,1        | 46.          | NQ    | NQ      | [ 6 ]  |
| Israel Gutierrez | karabin małokalibrowy 3 postawy, 50 m (m) | 576-20x      | 40.          | NQ    | NQ      | [ 6 ]  |

### Surfing
| Zawodnik    | Konkurencja | Eliminacje | Eliminacje | Eliminacje             | 1/8 finału       | Ćwierćfinał      | Półfinał         | Finał/ 3. miejsce | Pozycja | Źródło |
| Zawodnik    | Konkurencja | Runda 1    | Runda 1    | Runda 2                | 1/8 finału       | Ćwierćfinał      | Półfinał         | Finał/ 3. miejsce | Pozycja | Źródło |
| Zawodnik    | Konkurencja | Wynik      | Miejsce    | Przeciwnik Wynik       | Przeciwnik Wynik | Przeciwnik Wynik | Przeciwnik Wynik | Przeciwnik Wynik  | Pozycja | Źródło |
| ----------- | ----------- | ---------- | ---------- | ---------------------- | ---------------- | ---------------- | ---------------- | ----------------- | ------- | ------ |
| Bryan Pérez | mężczyźni   | 7.53       | 3. R2      | Boukhiam P 12.60–14.60 | NQ               | NQ               | NQ               | NQ                | 17.     | [ 7 ]  |

### Żeglarstwo

#### Konkurencje z wyścigiem medalowym
| Zawodnik         | Konkurencja | Wyścig | Wyścig | Wyścig | Wyścig | Wyścig | Wyścig | Wyścig | Wyścig | Wyścig | Wyścig | Wyścig | Punkty | Pozycja | Źródła |
| Zawodnik         | Konkurencja | 1      | 2      | 3      | 4      | 5      | 6      | 7      | 8      | 9      | 10     | M      | Punkty | Pozycja | Źródła |
| ---------------- | ----------- | ------ | ------ | ------ | ------ | ------ | ------ | ------ | ------ | ------ | ------ | ------ | ------ | ------- | ------ |
| Enrique Arathoon | ILCA 7      | 4      | 33     | 16     | 34     | 16     | 15     | 19     | 17     | -      | -      | NQ     | 120    | 20.     | [ 8 ]  |